# Дулаг 100
Дулаг 100 (нем. Durchgangslager 100) — немецкий пересыльный лагерь (концлагерь) для военнопленных и гражданских лиц. Располагался в 3,2 км к востоку от Порхова, Псковская область, в полукилометре слева от еловой аллеи, ведущей сегодня к мемориалу.
Был создан в августе 1941 и просуществовал до февраля 1944 года, когда Порхов и Порховский район были освобождены частями Красной армии в ходе начавшегося наступления советских войск под Ленинградом и Новгородом.
В концлагере одновременно размещалось от 25 до 30 тысяч человек. Часть военнопленных занимала три трёхэтажных каменных здания и три сарая, при этом остальные заключённые находились круглый год под открытым небом. Заключённые работали на разгрузке вагонов, в полях, на ремонте дорог. Условия содержания — жильё, питание, медицинская помощь, были невыносимо тяжёлыми. Узников было значительно больше, чем позволяли вместить бараки, поэтому пленные ночевали, в том числе и зимой, под открытым небом, на крышах.
Из числа военнопленных, находившихся в лагере, был сформирован Егерский ост-батальон «Шелонь».
30 и 31 марта 1945 года Порховская районная комиссия по расследованию фашистских злодеяний на территории района во главе с судебно-медицинским экспертом Ленинградского фронта подполковником медицинской службы профессором А. П. Владимирским после проведения судебно-медицинской экспертизы трупов советских военнопленных, извлечённых из ям-могил, расположенных на территории бывшего концлагеря «Дулаг 100», пришла к ужасающему заключению. Общее число захороненных военнопленных составило более 85 тысяч человек.
В 1947 году кирпичные бараки концлагеря были разобраны. Материал пошёл на строительство двухэтажных домов в Порхове. Сами бараки, в свою очередь, частично строились из кирпичей Никандровой пустыни.
После освобождения Порхова и района от гитлеровских оккупантов на месте зловещего захоронения был воздвигнут скромный обелиск. В 1960-е годы Порховские пионеры и комсомольцы от шоссе Порхов — Дно к месту бывшего концлагеря заложили еловую аллею. 
Идея возведения на месте концлагеря «Дулаг 100» мемориала появилась ещё в 1983 году. Скульптор Николай Радченко-Шало совместно с архитектором из Ленинграда Александром Маначинским и главным архитектором Псковской области Владимиром Фоменковым взялись за создание памятника жертвам фашизма на месте захоронений. Был насыпан земляной холм, установлены бетонные стелы, к основанию монумента подвели лестницу, выкопали пруд — «озеро слёз». Однако строительство было приостановлено более чем на 20 лет.
13 июля 2011 года у автодороги Порхов — Дно поставили часовню Покрова Божией Матери. Никандрова пустынь выделила медь на покрытие купола.
Трагическое прошлое этого места стало широко известно после обнаружения ветхого недостроенного памятника, который был найден дорожниками на месте безымянных захоронений вблизи автомобильной трассы под Порховым. После нескольких месяцев работы с архивами удалось собрать сведения о фашистском концлагере. 
В 2015 году по инициативе дорожников Псковской области при поддержке Федерального дорожного агентства (Росавтодора) начались работы по восстановлению мемориала. Неоценимую помощь оказал сын архитектора Маначинского, Владислав Маначинский, у которого сохранился оригинал проекта — воссоздавать памятник решили в первоначальном виде. Были созданы благотворительный фонд и общественный совет под эгидой Псковского областного совета ветеранов войны. Откликнулись неравнодушные россияне от Калининграда до Владивостока и предложили свою безвозмездную помощь строителям. В результате удалось собрать необходимые средства для реконструкции памятника и строительства объектов мемориального комплекса. Памятник 85 тысячам замученных и убитых фашистами соотечественников построили всего за год на средства инициативных и неравнодушных людей. 
18 июня 2016 года состоялось торжественное открытие мемориала жертвам немецко-фашистского концлагеря «Дулаг 100». Памятные мероприятия, посвящённые окончанию работ по восстановлению памятника, прошли в рамках организованного Росавтодором автопробега по маршруту Мурманск — Брест, который приурочен к 75-й годовщине начала Великой Отечественной войны 1941-1945 годов. В мероприятии приняли участие ветераны Великой Отечественной войны, сотни жителей Псковской области и других регионов нашей страны, дорожники из почти 40 городов и областей России, делегации транспортной отрасли Белоруссии и Казахстана. На торжественной церемонии дань памяти жертвам фашизма отдали помощник Президента РФ Игорь Левитин, министр транспорта РФ Максим Соколов и руководитель Росавтодора Роман Старовойт.
В результате восстановительных работ площадка у мемориальной композиции и дорожки к ней были замощены булыжным камнем, по периметру площадки установили ограждающие столбики из гранита. Пологие склоны холма и место захоронения были выровнены, засыпаны плодородной землёй и засеяны газонной травой. Некоторые элементы композиции, например, отвесная стена холма, периметр круглого озера были укреплены и облицованы камнем. По периметру центрального и боковых захоронений была создана окантовка из тёмного гранита. На входах в мемориальную зону строители установили гранитные обелиски с надписями об истории места захоронения, на гранитные блоки поместили гранитные полированные шары — символы вечности.

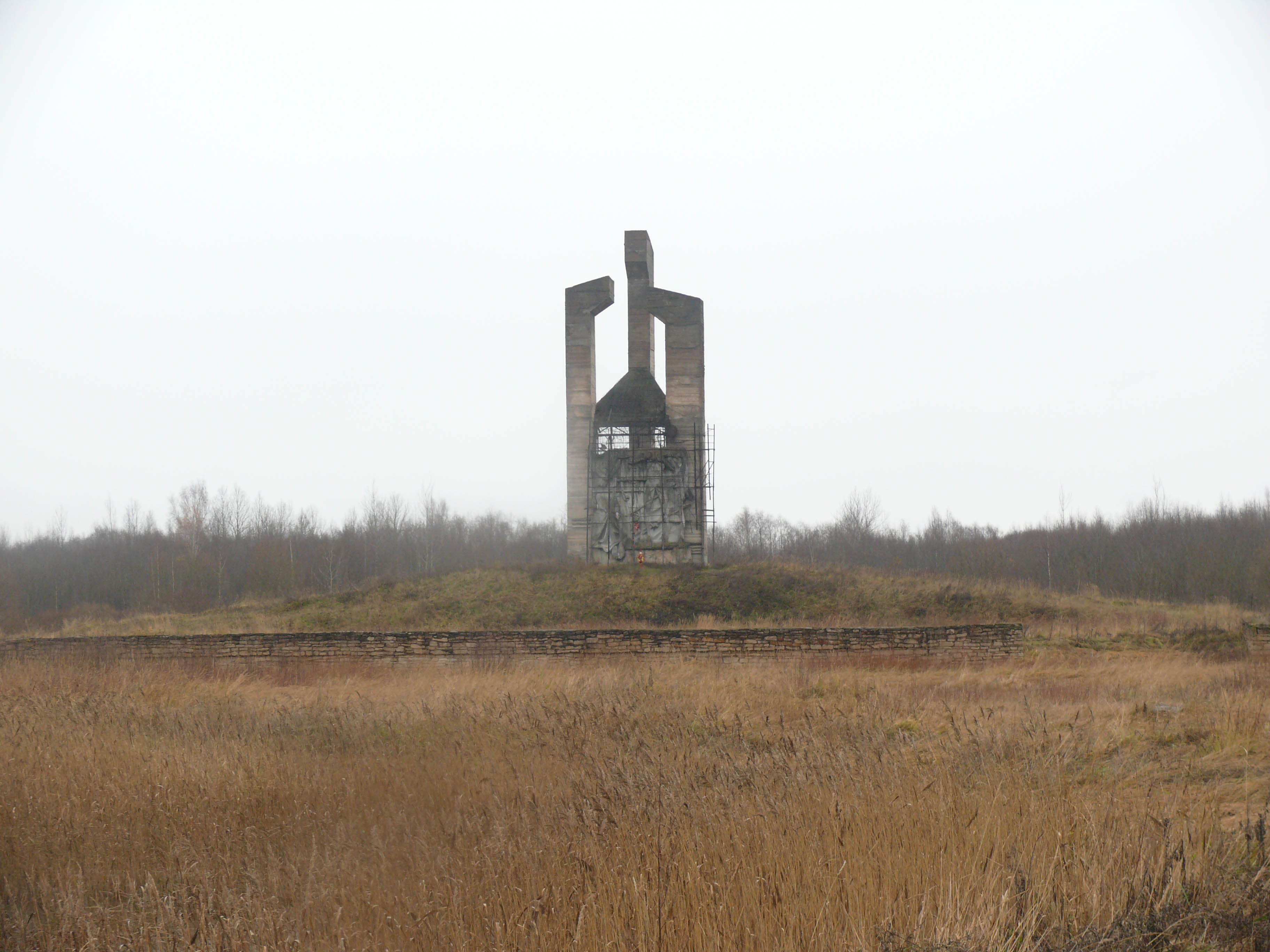
Недостроенный мемориал в 2012 году
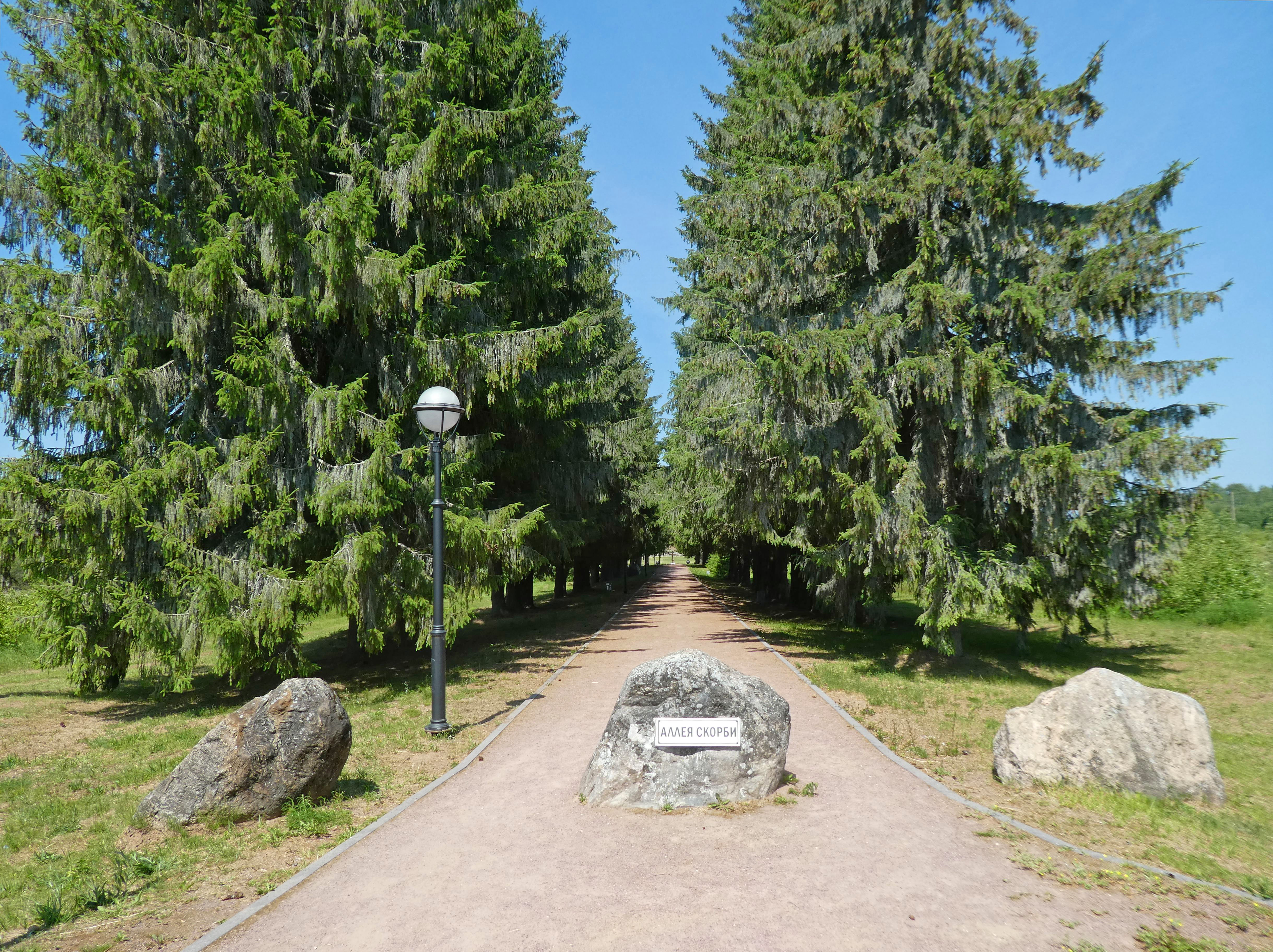
Еловая Аллея скорби, заложенная в 1960-х годах. Фото 2023 года
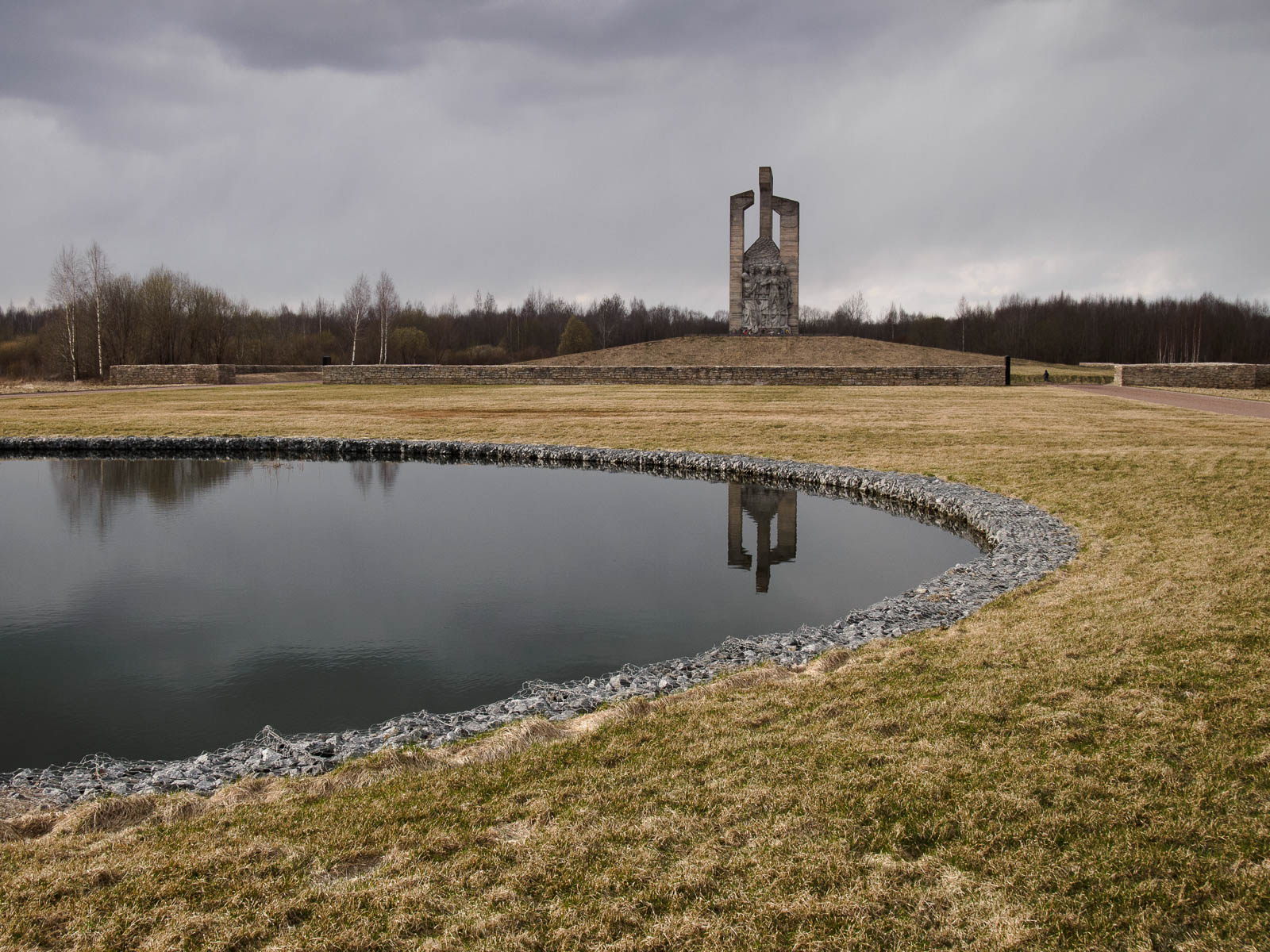
Озеро слёз, вырытое в 1980-х годах. Фото 2017 года
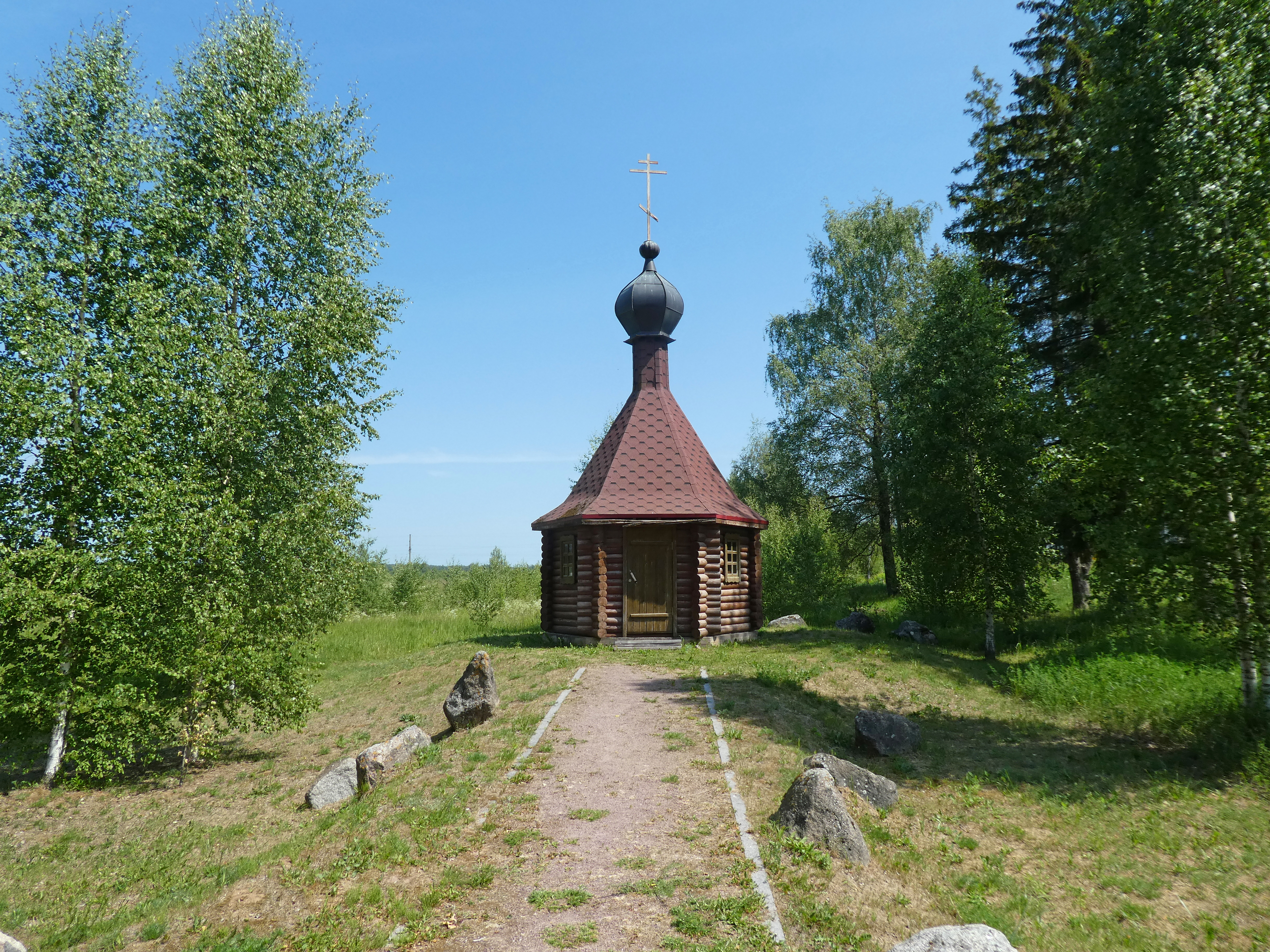
Часовня, возведённая в 2011 году. Фото 2023 года
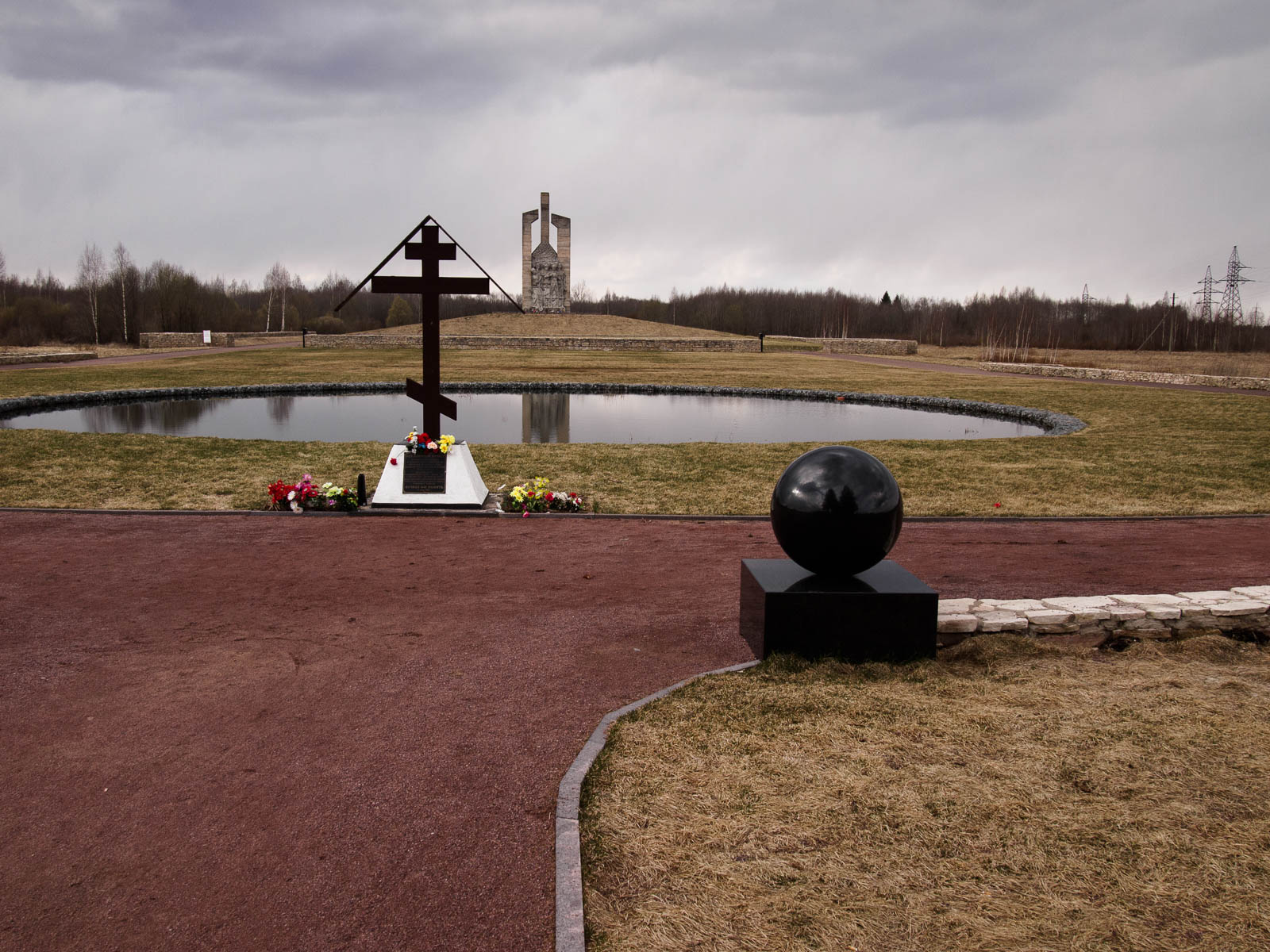
Памятник в 2017 году
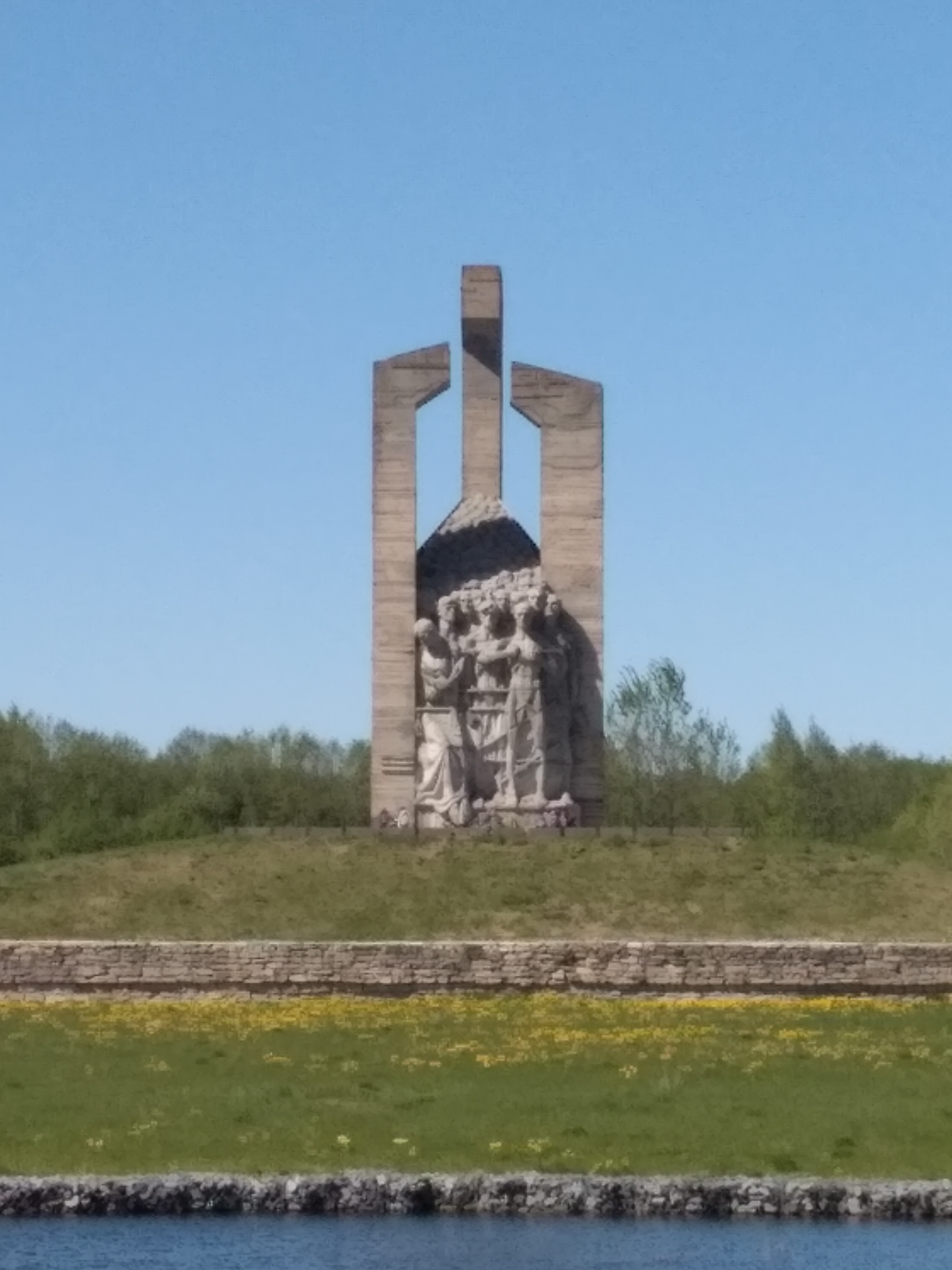
Памятник в 2019 году